# Condado de San Román
El condado de San Román es un título nobiliario español, de Castilla. Fue otorgado por Real Decreto de Carlos II del 19 de marzo de 1692, pero el Real Despacho de creación fue expedido por Felipe V el 5 de enero de 1705. El concesionario fue Jacinto Sarmiento de Valladares, señor de Sajamonde, ministro del Consejo de Italia.
La denominación alude al lugar y parroquia de San Román de Sajamonde, que era de señorío del concesionario, perteneciente al municipio gallego de Redondela y provincia de Pontevedra.

## Lista de condes de San Román
|                       | Titular                                   | Periodo               |
| Creación por Felipe V | Creación por Felipe V                     | Creación por Felipe V |
| --------------------- | ----------------------------------------- | --------------------- |
| I                     | Jacinto Sarmiento Barraganes y Valladares | 1705-?                |
| II                    | Jacinto Sarmiento y Valladares            | ?-1727                |
| III                   | Pedro de Miranda y Omaña                  | 1727-1757             |
| IV                    | Pedro de Miranda Omaña y Trelles          | 1757-c.1781           |
| V                     | Joaquín de Miranda Gayoso y Trelles       | c.1781-1808           |
| VI                    | María Joaquina de Miranda y Gayoso        | 1808-1855             |
| VII                   | José de Losada y Miranda                  | 1856-1857             |
| VIII                  | Baltasar de Losada y Miranda              | 1857-1881             |
| IX                    | Baltasar de Losada y Torres               | 1881-1935             |
| X                     | María del Carmen Casani y Losada          | 1943-1986             |
| XI                    | Inés Pan de Soraluce y Casani             | 1988-hoy              |

## Historia genealógica
El concesionario fue

• Jacinto Sarmiento Barraganes y Valladares, o Sarmiento de Valladares, i conde de San Román,  ministro del Consejo de Italia. Había sido oficial de la Inquisición de Santiago de Compostela. Casó con Leonor Francisca Zamudio y Olano. Padres de:
1. Juan Antonio Sarmiento, que premurió a su padre y casó con Constanza Valladares. Padres de
Jacinto Sarmiento Valladares (o Zamudio Valladares), que sigue.
2. Antonia Zamudio Sarmiento y Olano, mujer del capitán Arias de Omaña Rivadeneira. Padres de
María Josefa de Omaña Rivadeneira y Sarmiento, ii marquesa de Santa María del Villar. Casó con Pedro de Miranda y Osorio, su deudo, señor de la casa de Campos en el actual concejo de Tapia de Casariego (entonces, El Franco), hijo y sucesor de Pedro de Miranda y Villar y de María Farto Castrillón y Omaña. Padres de
Pedro Manuel de Miranda y Omaña, que seguirá.

Sucedió su nieto

• Jacinto Sarmiento Valladares, ii conde de San Román. Casó con María Margarita Flórez de Ulloa, pero murió sin descendencia en 1727.

En 1727 sucedió su sobrino segundo

• Pedro Manuel de Miranda Omaña Rivadeneira y Osorio († 1757), iii conde de San Román y iii marqués de Santa María del Villar, arriba filiado como biznieto del i conde. Natural de Campos, testó en este palacio el 16 de julio de 1756 a fe del escribano Juan Díaz Casariego, y falleció al año siguiente. A mediados del siglo XVIII era señor del coto leonés de Omañón, del gallego de Padriñán y del asturiano de Boimouro, según consta del Catastro de Ensenada.

Casó en 1724 con Leonor Eulalia de Trelles y Valdés (c.1695-c.1775), marquesa viuda de Tejada de San Llorente, que trajo en dote 12.000 ducados. Hija de Gonzalo de Trelles y Alliata, iv duque del Parque y ii príncipe de la Sala de Partinico, barón de Rechulfo (todo en Sicilia), señor de Valdeavellano y de Nodar, caballero de Santiago, regidor perpetuo de Oviedo y Guadalajara, menino de la reina Mariana de Austria, natural de Palermo, y de Luisa Antonia de Valdés y Trelles, su segunda mujer y prima. Viuda por segunda vez desde 1657, Leonor de Trelles pasó estrecheces económicas: los alimentos que le pasaba su hijo el marqués y conde no bastaban «para su decencia según crianza, calidad y circunstancias», y tuvo que vender y empeñar en conventos algunas de sus joyas, conservando solo las vinculadas a su casa.

En 1757 sucedió su hijo

• Pedro de Miranda Omaña y Trelles (1735-p.1780), iv conde de San Román y iv marqués de Santa María del Villar. Nació en el palacio de Campos, fue bautizado en Santa María el 28 de julio de 1735, y testó en la ciudad de Tuy el 5 de junio de 1780 ante el escribano Mateo de Amorín.

Casó en Pontevedra el 17 de julio de 1755 con Joaquina de Aldao Gayoso y Araujo, que trajo en dote un palacio que habían edificado sus padres en dicha villa (ciudad desde 1835). Este palacio, ya desaparecido, ocupaba un extenso solar entre la plaza de Teucro y los Soportales, y desde entonces fue llamado Pazo de los Condes de San Román. Nacida en Pontevedra el 3 de mayo de 1739, era hija de José Mariano de Aldao Gayoso y Maldonado y de María Teresa de Araujo y Mariño de Lobera, hidalgos de igual naturaleza; nieta de Pedro Antonio de Aldao Gayoso y de María Bernarda Beloso y Pazos, y materna de Juan Antonio de Araujo y Sotomayor y de María Teresa Mariño de Lobera.

En su citado testamento de 1780, el marqués declaraba por hijos a estos siete:
1. Joaquín María de Miranda y Gayoso, que sigue,
2. Pedro Manuel María de Miranda y Gayoso, teniente coronel del Regimiento de la Princesa, que nació en Pontevedra el 22 de diciembre de 1757 y finó en Madrid el 9 de julio de 1825, habiendo testado el día anterior ante Tomás María Manrique. Casó en Bilbao el 28 de abril de 1807 con Rosa Ramona Pérez de la Mata y Elguezábal, nacida en esta villa, hija de José Pérez de la Mata y Ugarte, natural de Bilbao, y de María Antonia de Elguezábal y Macazaga, que lo era de Múgica.[6] Padres de
  1. Pedro Joaquín de Miranda y Pérez de la Mata, caballero pensionista de número de la Orden de Carlos III (desde 1841), nacido el 20 de agosto de 1808 en Bourg de la Reine, cerca de París.[6]
  2. Y Ramón de Miranda y Pérez de la Mata, nacido en Madrid el 1.º de abril de 1812, oficial de la Secretaría de Despacho de Gobernación, caballero supernumerario de la Orden de Carlos III (desde 1844).[6]
3. Manuel María de Miranda y Gayoso,
4. Isabel de Miranda y Gayoso,
5. María Gertrudis de Miranda y Gayoso,
6. María de la Concepción de Miranda y Gayoso, que casó con Antonio María de Puga y Arrojo, conde de la Torre de la Penela.
7. Y José Javier María de Miranda y Gayoso.

Sucedió su hijo

• Joaquín de Miranda Gayoso y Trelles (1756-1808), v conde de San Román y v marqués de Santa María del Villar. Falleció el 12 de noviembre de 1808.

Casó en 1794 con María del Pilar Sebastián y Raón, de la que tuvo por hijas a
1. María Joaquina de Miranda y Gayoso, que sigue, y a
2. María Josefa de Miranda y Sebastián, pintora de talento, discípula de José Maea y académica de honor y mérito de la Real de Bellas Artes de San Fernando. Fue elegida a la sección de Pintura de esta corporación el 18 de agosto de 1819,[8] con motivo de haber participado en la exposición del año anterior con un dibujo de Santa María Egipciaca. Miembro de la Junta de Damas para el gobierno de las Escuelas de Dibujo de niñas, por nombramiento de la infanta María Francisca de Braganza (esposa del infante Don Carlos María Isidro).[9] Casó con el mariscal de campo José Pimentel y Montenegro, vi marqués de Bóveda de Limia, señor del palacio de Berbetoros de Puertomarín, regidor perpetuo de la ciudad de Orense, alumno del Real Seminario de Nobles de Madrid, cadete del Regimiento Provincial de Pontevedra y más tarde su coronel, caballero laureado de San Fernando, militar realista y carlista que combatió contra el Francés (hallándose en las batallas de Puentesampayo, Vitoria y Arroyomolinos), y después tomó parte en revueltas realistas y en la Carlistada.[10] Nacido en Pontevedra el 30 de marzo de 1786, fue bautizado el mismo día en Santa María y murió en Valmaseda, combatiendo contra los de Espartero, el 30 de enero de 1838. Era hijo de Antonio Pimentel y Lemos, v marqués de Bóveda de Limia, y de Manuela Montenegro, su mujer. Con descendencia que volveremos a citar.

Por Real Carta del 4 de marzo de 1850, sucedió su hija

• María Joaquina de Miranda y Gayoso (1796-1855), vi condesa de San Román, vi marquesa de Santa María del Villar, que nació en La Coruña en 1796, en su palacio del Parrote, y falleció el 6 de diciembre de 1855. Usaba ambos títulos desde 1808, cuando sucedió en los mayorazgos por muerte de su padre, pero no sacó Real Carta hasta cuarenta años después, y solo por el condado.

Casó en La Coruña año de 1814 (siendo ella de 17 de edad y el novio de 37) con Francisco Javier de Losada y Pardo de Figueroa (1777-1847), xii conde de Maceda, vi marqués de Figueroa y vii de la Atalaya, viii vizconde de Fefiñanes, grande de España.
1. José de Losada y Miranda, que sigue,
2. Baltasar de Losada y Miranda, que seguirá,
3. María del Carmen de Losada y Miranda (1829-1907), que casó con Diego de Quiroga y Prieto (n. 1817), señor del pazo del Piñeiro en la parroquia de Folgosa y municipio de Corgo (Lugo), y de los pazos de Vistalegre y la Torre, sitos ambos en la parroquia de Aldán y municipio de Cangas de Morrazo (Pontevedra), hijo de Francisco Javier de Quiroga y Ozores y de María Elena Prieto Aranegui. Con prole que volveremos a citar.

Por Real Carta del 31 de julio de 1856, sucedió su hijo primogénito:

• José de Losada y Miranda (1817-1857), xiii conde de Maceda y vii de San Román, vii marqués de Figueroa y viii de la Atalaya, ix vizconde de Fefiñanes, grande de España. Murió soltero. 

En 1857 sucedió su hermano

• Baltasar de Losada y Miranda (c.1830-1909), xiv conde de Maceda y viii de San Román, viii marqués de Figueroa, ix de la Atalaya y vii de Santa María del Villar, x vizconde de Fefiñanes, grande de España. En 1858 distribuyó y cedió a tres de sus hermanas los marquesados de Figueroa y la Atalaya y el vizcondado de Fefiñanes.

Casó primera vez con María Luisa de Torres y Barrenechea, natural de San Sebastián, de la que enviudó prematuramente.

Y contrajo segundas nupcias, con Real licencia del 31 de diciembre de 1866, con Isabel Guillamas y Castañón, hija de Mariano de Guillamas y Galiano, ix marqués de San Felices, vii conde de Alcolea de Torote, grande de España, señor de Villeza, caballero de Calatrava y maestrante de Valencia, gentilhombre de cámara de S.M., natural de Salamanca, y de Cesárea Castañón y Díaz de Castro, iii marquesa de Campo Fértil, que lo era de La Bañeza.

De la primera tuvo por hijos a
1. Baltasar de Losada y Torres, que sigue, y a
2. Joaquina de Losada y Torres († 1916), viii marquesa de Santa María del Villar (1881) y xi de la Atalaya (1910). Casó con José María de Quiroga y Losada (1857-1910), su primo carnal, coronel de Artillería, hijo de Diego de Quiroga y Prieto y de Carmen de Losada y Miranda, ya citados al exponer los hijos de la vi condesa. En cuya descendencia siguen dichos marquesados.

En 1881 sucedió por cesión su hijo

• Baltasar de Losada y Torres (1861-1935), xv conde de Maceda y ix de San Román, grande de España, gentilhombre de cámara del rey Alfonso XIII con ejercicio y servidumbre, y su primer montero y caballerizo mayor.

Casó en Madrid el 28 de mayo de 1885 con Lucía Ozores y Saavedra, nacida el 12 de enero de 1862 en la villa y corte, donde falleció el 26 de mayo de 1919. Hija de Jacobo Ozores y Mosquera, xiv señor de la Casa de Rubianes, grande de España, vii marqués de Aranda y vii de Guimarey, senador vitalicio, gran cruz de Carlos III y maestrante de Sevilla, gentilhombre de Cámara de S.M. con ejercicio y servidumbre, y de Corina de Saavedra y Cueto, su mujer, dama de la reina; nieta de Juan María Ozores y Valderrama, xiii señor de la Casa de Rubianes, y de María Josefa Mosquera y Novales, vi marquesa de Aranda, y materna de Ángel de Saavedra y Remírez de Baquedano, iii duque de Rivas, vi marqués de Andía y vii de Villasinda, embajador, diputado a Cortes, senador y prócer del Reino, presidente del Consejo de Ministros y del Consejo de Estado, director de la Real Academia Española y también académico de la Historia, caballero de las Órdenes del Toisón de Oro, Santiago y Malta y gran cruz de la de Carlos III, y de María de la Encarnación de Cueto y López de Ortega, dama noble de María Luisa. Tuvieron por hija única y sucesora a
Beatriz Losada y Ozores (1889-1969), xvi condesa de Maceda y xii vizcondesa de Fefiñanes, grande de España. Casó el 8 de septiembre de 1919 en el Pazo de Jaz, municipio de Oleiros (La Coruña), con Fernando Casani y Herreros de Tejada (1888-1955), iii conde de Vilana, hijo de Fernando José Cassani y Díaz de Mendoza, i conde de Vilana, y de María de la Soledad Herreros de Tejada y Castillejo, su mujer; nieto de Juan Cassani y Cron de Witte y de María de los Dolores Díaz de Mendoza y Valcárcel, de los marqueses de Fontanar y condes de Balazote; nieto materno de Juan Manuel Herreros de Tejada, caballero de la Orden de Malta, y de María de la Soledad de Castillejo y Moñino (sobrina del conde de Floridablanca), y biznieto de José Antonio Cassani y Giraldeli, barón de Lardies y conde de Giraldeli (pontificio), regidor perpetuo de la ciudad de Baza, natural de Milán, y de María Amalia de Cron y de Witte, condesa de Cron, dama noble de María Luisa. Procrearon tres hijas:
1. Lucía Casani y Losada, xvii condesa de Maceda y v de Vilana, grande de España, que falleció soltera el 19 de noviembre de 1988.
2. María del Carmen Casani y Losada, que sigue.
3. Y María Aurora Casani y Losada, xiii vizcondesa de Fefiñanes, que falleció en Madrid el 3 de septiembre de 2010. Casó en Dorneda, municipio de Oleiros, el 1 de octubre de 1953, con Fernando Alonso Martínez y Sánchez Arjona, nacido en Madrid el 6 de octubre de 1923, hijo de José María Alonso Martínez y Bea, de los marqueses de Alonso Martínez, y de Carmen Sánchez Arjona y Pidal, su mujer, nacida en Somió. Con descendencia.

Por acuerdo de la Diputación de la Grandeza de 1943 y Carta del 2 de noviembre de 1951 sucedió su nieta

• María del Carmen Casani y Losada († 1986), x condesa de San Román y iv de Vilana. Casó con Juan Luis Pan de Soraluce y Olmos, embajador de España, que nació en 1922, falleció en La Toja el 25 de septiembre de 1989 y fue enterrado en el cementerio coruñés de San Amaro. Hijo de José Pan de Soraluce y Español, natural de La Coruña, y de Elvira Olmos Mesa. Tuvieron seis hijas:

Por Real Carta del 24 de noviembre de 1988 sucedió su hija

• Inés Pan de Soraluce y Casani, xviii condesa de Maceda, grande de España, xi y actual condesa de San Román y vi de Vilana.

Casada con Jorge Varela y Acedo.